# Gospa Rabija Bala
Gospa Rabija Malhun Bala (turski: Râbi'a Bâlâ Malhun Hâtun; 1258. – siječanj 1324.) bila je turska plemkinja te supruga prvog osmanskog sultana Osmana I. Bila je majka Orhana I. i Alaeddin-paše od Osmanskog Carstva.

## Životopis
Nije poznato kad je Rabija rođena. Rabija je njezino rodno ime.
Njezin je otac bio slavni šeik i mistik Edebali (poznat i kao Balışeyh). Njegova žena nepoznatog imena bila je Rabijina majka. Edebali je bio vrlo utjecajan mistik te je postao savjetnik sultana Osmana, koji je oženio Rabiju 1289. godine. Rabija je dobila u vlasništvo selo Kozağaç. Njezin i Osmanov sin bio je Alaeddin-paša.
Rabija je umrla godine 1324. te je pokopana pokraj oca.